# Miguel Mejía Barón
Miguel Francisco Mejía Barón (Mexikóváros, 1944. szeptember 6. – ) mexikói labdarúgóedző.

## Pályafutása

### Klubcsapatban
1964 és 1976 között a Pumas UNAM játékosa volt, melynek tagjaként 1975-ben megnyerte a mexikói kupát és a szuperkupát.

### Edzőként
Mexikóvárosban született. Edzői pályafutását 1988-ban a Pumas UNAM csapatánál kezdte, mellyel 1989-ben megnyerte a CONCACAF-bajnokok kupáját, 1991-ben pedig bajnoki címet szerzett. 1992 és 1993 között a Monterrey vezetőedzője volt. 1993-ban kinevezték a mexikói válogatott szövetségi kapitányának. Az 1993-as CONCACAF-aranykupán arany, az 1993-as Copa Américán ezüst, az 1995-ös konföderációs kupán bronzérmet szerzett és kivezette a válogatottat az 1994-es világbajnokságra. 1996-tól 1998-ig az Atlante együttesénél dolgozott. 1999-ben a Tigrest, 2000-ben a Pueblát edzette. 2001-ben a Tigres volt az utolsó csapata edzőként. 

## Sikerei, díjai

### Játékosként
Pumas UNAM
- Mexikói kupagyőztes (1): 1975
- Mexikói szuperkupagyőztes (1): 1975

### Edzőként
Pumas UNAM
- CONCACAF-bajnokok kupája győztes (1): 1989
- Mexikói bajnok (1): 1990–91

Monterrey
- Mexikói kupagyőztes (1): 1991–92

Mexikó
- CONCACAF-aranykupa győztes (1): 1993
- Copa América ezüstérmes (1): 1993
- Konföderációs kupa bronzérmes (1): 1995